# Иосиф Сталин (класс морских судов)
Иосиф Сталин — класс семипалубных морских грузо-пассажирских судов, строившихся на верфи N.V. Nederlandsche Dok & Scheepsbouw Maats. в Амстердаме Нидерланды. Класс назван по имени построенного в 1940 году головного судна этого проекта Иосиф Сталин.

## История
Заказанные в 1938 году для советского Дальнего Востока оба морских пассажирских судна этого проекта были переданы из-за начала Второй мировой войны в Балтийское государственное морское пароходство 1 мая 1940 года, всего за девять дней до немецкой оккупации Нидерландов.
Головное судно было потеряно около мыса Лохусалу (Таллин) в 1941 году, уже на второй год эксплуатации, во время эвакуации гарнизона Ханко. Второе судно, Вячеслав Молотов, также использовавшееся в качестве военного транспорта и подорвавшееся на мине, удалось отремонтировать. После Второй мировой войны судно оказалось неподготовленным для совершения трансатлантических рейсов из Ленинграда в Нью-Йорк, и по этой причине его перевели сначала на Чёрное море, а затем отправили на Дальний Восток.
С середины 1960-х годов судно использовалось как круизное судно для западных туристов.

## Техническое оснащение
Главная энергетическая установка состояла из четырёх паровых котлов системы Babcock & Wilcox (Бабкок—Уилкокс), двух турбин общей мощностью 12 800 л. с. и двух гребных электродвигателей мощностью 11 800 л. с. Запас угля доходил до 1600 т.

## На борту
Судно имело семь палуб и располагало каютами первого, второго, третьего и туристического класса. Общая площадь трёх грузовых трюмов равнялась 2380 м². 2 грузовых трюма объёмом 808 и 562 м³, люки 6,0 × 4,0 м; 1 рефрижераторный трюм объёмом 300 м³, люк 4,2 × 3,0 м, t = −8 °C, хладоагент Фреон-12; 6 грузовых стрел грузоподъёмностью 4 × 5,0 т и 2 × 2,0 т.

## Суда проекта Иосиф Сталин
В списке приводится первоначальное название судна, его переименование указано в скобках в хронологическом порядке:
Суда проекта Иосиф Сталин
- Иосиф Сталин
- Вячеслав Молотов (Балтика)

## Обзор
Список судов проекта содержит все суда с указанием в примечании первоначального имени:
| Месяц и год постройки | Заводской номер | Фото | Наименование | Первое пароходство             | Порт приписки                                            | Флаг | Номер IMO | Переименования и статус |
| май 1940              |                 |      | Иосиф Сталин | Балтийское морское пароходство | Ленинград                                                | →    |           | в качестве военного транспорта ВТ-521 3 декабря 1941 попал на минное поле, уведён капитаном на мель, затонул 5 декабря 1941 года, средняя часть остова поднята 11 июля 1945 года |
| май 1940              | 276             |      | Балтика      | Балтийское морское пароходство | Ленинград → Кронштадт → Одесса → Владивосток → Ленинград | →    | 5035294   | → *бывш. Вячеслав Молотов, ВТ-509, Вячеслав Молотов, судно утилизировано в марте 1987 года                                                                                       |